# Catalina Alfonso
Catalina Alfonso (Puerto Madryn, Chubut, Argentina; 21 de abril de 2003) es una futbolista argentina. Juega de defensora central en el Sant Cugat FC del Preferente A de Cataluña. En marzo de 2019 fue convocada a la selección femenina de fútbol sub-17 de Argentina.

## Trayectoria
Empezó a los 11 años jugando futsal en un equipo femenino. Su primera experiencia en  fútbol fue en el club Platense.
En agosto de 2018 realiza pruebas en River Plate donde luego se suma a su categoría en la reserva. Con el "millonario" integró la lista para la Libertadores Femenina 2020/21 aunque no disputó partidos. En ese mismo año fue convocada para la selección femenina de fútbol sub-20 de Argentina
En agosto de 2021 pasó a ser jugadora del Sassari Torres Femminile en Italia.
Luego de un breve paso por Italia jugó en el UE Cornellà de Cataluña.
Actualmente juega en el Sant Cugat FC y disputa el torneo Femenino Preferente A.

## Estadísticas

### Clubes
| Club                     | País      | Año             |
| ------------------------ | --------- | --------------- |
| River Plate              | Argentina | 2018 - 2021     |
| Sassari Torres Femminile | Italia    | 2021 - 2022     |
| UE Cornellà de Cataluña  | España    | 2022            |
| Sant Cugat FC            | España    | 2022 - presente |